# Lissotesta granum
Lissotesta granum là một loài ốc biển nhỏ, là động vật thân mềm chân bụng sống ở biển trong họ Turbinidae.